# Juanahu Karajá
Juanahu Karajá (1981) é ativista comunitário, educador, e cineasta indígena do Brasil. Ele é conhecido por seu filme “O Povo que Veio do Fundo do Rio”, que retrata um ritual tradicional da sua tribo, Karajá.

## Biografia
Juanahu foi cacique da sua comunidade por um ano, de novembro de 2017 até novembro de 2018. Um dos maiores problemas de sua aldeia, segundo ele, é o aumento no número de suicídios juvenis, que é predominante nas regiões rurais e outras aldeias indígenas.

### Direção de cinema
Em 2014, Juanahu lançou “O Povo que Veio do Fundo do Rio”. É um filme etnográfico e retrata a festa do Hetohokỹ, o ritual de iniciação masculina do povo Karajá. É o primeiro longa metragem da cultura Karajá feito por um indígena da própria tribo. Juanahu quer fazer mais de 20 filmes.